# Сельць (Підляське воєводство)
Сельць (пол. Sielc) — село в Польщі, у гміні Ботьки Більського повіту Підляського воєводства. Населення — 208 осіб (2011).

## Історія
За припущенням історика Юрія Гаврилюка село може відповідати селу в колишньому Бранському старостві у середині XVI століття.
У 1975—1998 роках село належало до Білостоцького воєводства.

## Демографія
Демографічна структура станом на 31 березня 2011 року:
|          | Загалом | Допрацездатний вік | Працездатний вік | Постпрацездатний вік |
| -------- | ------- | ------------------ | ---------------- | -------------------- |
| Чоловіки | 109     | 22                 | 63               | 24                   |
| Жінки    | 99      | 22                 | 42               | 35                   |
| Разом    | 208     | 44                 | 105              | 59                   |

У першій половині XIX століття в селі проживало українське населення, яке належало до уніатської парафії в Бранську.